# Stewart Home
Stewart Home (né le 24 mars 1962) est un artiste, écrivain, cinéaste, pamphlétaire et historien de l'art britannique. Il est surtout connu pour ses romans tels que 69 Things To Do With A Dead Princess (2002), Tainted Love (2005), et ses parodies du genre pulp telles que Pure Mania, Red London, Cunt, et Defiant Pose qui pastichent les écrits du romancier populaire dépeignant notamment des skinheads des années 1970 Richard Allen en les combinant avec de la pornographie, de la politique agit-prop, et des références historiques au punk rock et à l'art d'avant-garde.

## Biographie
Ancien journaliste rock, Stewart Home est l’auteur de plus d’une vingtaine d’ouvrages (fiction et essais) et fut éditeur entre 2007 et 2010 de la collection de littérature Semina auprès de la maison d’édition londonienne Bookworks —fondée par Liam Gillick, Tacita Dean, Susan Hiller et Simon Patterson. Son travail oscille entre utopie, situationnisme, psychogéographie et punk rock.
Dans les années 1990, Stewart Home a été très actif dans le mouvement du Mail-Art et des fantômes collectifs en participant par exemple à la branche anglaise du groupe d'auteurs rassemblés sous le pseudonyme collectif Luther Blissett ou à la renaissance de l'Association psychogéographique de Londres (LPA = London Psychogeographical Association en anglais) au côté de Fabian Tompsett. Il a de même été un membre et arbitre actif de la Ligue Luther Blissett de football à trois côtés (Luther Blissett 3-Sided Football League).
Il a étudié la psychologie à l'université Kingston en tant qu'étudiant mature.

## Publications en français
- Slow Death, Florent Massot Eds, Collection Poche Revolver, avril 1997.
- Rites sanglants de la bourgeoisie, éditions è®e, Collection Littérature étrangè®e, 17 mars 2011.

## Fictions en anglais
- The Blood Rites of the Bourgeoisie, (éditions Book Works, 2010)
- Memphis Underground, (Snowbooks, London 2007).
- Tainted Love, (Virgin Books, London 2005).
- Down & Out In Shoreditch & Hoxton, (Do-Not Press, London 2004).
- 69 Things To Do With A Dead Princess, (Canongate, Edinburgh 2002).
- Whips & Furs : My life as a bon vivant, gambler & love rat ‘by’ Jesus H. Christ, (Attack Books, London 2000).
- Cunt, (Do-Not Press, London 1999).
- Blow Job, (Serpent’s Tail, London 1997).
- Come Before Christ & Murder Love, (Serpent’s Tail, London 1997).
- Slow Death, (Serpent’s Tail, London 1996).
- Red London, (AK Press, London & Edinburgh 1994).
- Defiant Pose, (Peter Owen, London 1991).
- Pure Mania, (Polygon, Edinburgh 1989).

## Essais en anglais
- Confusion Incorporated : A collection of lies, hoaxes & hidden truths, (Codex, Hove 1999).
- The House of Nine Squares : letters on neoism, psychogeography and epistemological trepidation, (Invisible books, London 1997).
- Cranked Up Really High : Genre theory & punk rock, (Codex, Hove 1995. New edition 1997).
- Neoism Plagiarism & Praxis, (AK Press, London & Edinburgh 1995).
- Neoist Manifestos, (The Art Strike Papers, James Mannox - AK Press, Edinburgh 1991).
- The Assault On Culture : Utopian currents from lettrisme to class war, (Aporia Press, London 1988. New edition AK Press, Edinburgh 1991).

## Spoken word et musique
- Comes in Your Face (Sabotage, London 1998).
- Cyber-Sadism Live! (Sabotage, London 1998).
- Pure Mania (King Mob, London 1998).
- Marx, Christ & Satan United in Struggle (Molotov Records 1999).

## Sélection de films et vidéos
- Oxum: Goddess of Love (2007, 30 min).
- Eclipse & Re-Emergence of the Oedipus Compex (2004, 41 min).
- Screams In Favour of De Sade (2002, 60 min).
- Has The Litigation Already Started? (2002, 70 min).
- The Golem (2002, 84 min).
- Ut Pictura Poesis (1997, Cambridge Junction).
- Vidéos de promotion pour les livres Come before Christ & murder love (1997), Red London (1994) & No Pity (1993)

## Voir également
- football à trois côtés
- Association des Astronautes Autonomes